# Julie Berès
Julie Berès, née en 1972, est une metteuse en scène féministe française.
Elle réalise des pièces documentaires qui traitent de sujets politiques ou sociétaux.

## Biographie
En 1997, Julie Berès est diplômée du Conservatoire national supérieur d'art dramatique de Paris. En 2001, elle fonde la compagnie Les Cambrioleurs. Elle s'installe à Brest où elle est artiste associée au Quartz de 2007 à 2010. En 2013, elle est associée à la Comédie de Caen.   
Les pièces de Julie Berès abordent les questions de société et traitent de politique. Pour Notre besoin de consolation qui interroge la GPA, Julie Berès va rencontrer en Inde des mères porteuses dans une clinique spécialisée, et au Danemark le directeur d'une banque de sperme. Désobéir traite de l'asservissement des jeunes filles par la religion. Pour cette pièce, Julie Berès a collecté les témoignages de 80 femmes. En 2018, Soleil Blanc traite du réchauffement climatique. En 2021, dans La Tendresse, elle s'intéresse aux masculinités des jeunes générations, dans la période post- MeToo,,. 
Dans le même mouvement de théâtre documentaire, s'inscrit la metteuse en scène Marie Mahé qui se serait inspirée de La Tendresse pour sa pièce Viril(e.s).

## Pièces
- Poudre ! , Théâtre National de Chaillot, 2001.
- e muet, Théâtre National de Chaillot, 2004.
- Ou le lapin me tuera, Biennale des Arts de la Marionnette au Théâtre Paris Villette, 2003[12].
- On n’est pas seul dans sa peau, Chalon-sur-Saône, 2006.
- Sous les visages, le Quartz, Brest, 2008.
- Notre besoin de consolation, le Quartz, Brest, 2010[13].
- Lendemains de fête, 2013[14].
- Petit Eyolf, Henrik Ibsen, Comédie de Caen, 2015[15].
- Désobéir, pièces pour quatre actrices, Aubervilliers, 2017[16],[17],[18].
- Soleil blanc, 2018[19].
- La Tendresse, 2021[10],[20],[21].